# Mountainboard

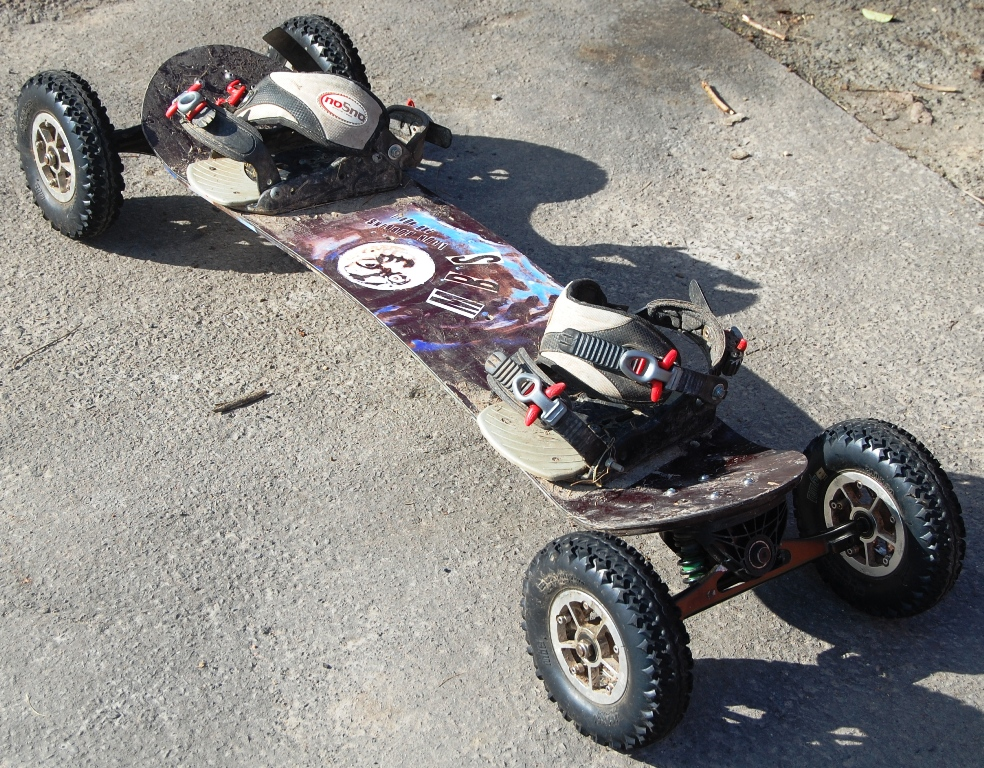
Mountainboard

A mountainboard szó a hódeszka, a gördeszka és a mountainbike keresztezéséből jött létre. Extrém sport. A legnagyobb hagyománya az USA-ban és az Egyesült Királyságban van, de egyre inkább kezdik megismerni Dél-Amerikában és Európában is.

## Történet
Amerikában Jason Lee és Patrick McConell, Angliában pedig két testvér, Dave és Pete Tatham találták fel a mountainboardozást nagyjából egy időben. Nem tudtak egymásról, csupán évekkel később találkoztak, és cseréltek tapasztalatot találmányaikról. 
Ami a két deszkatípust illeti, van is köztük némi különbség. Míg Lee és McConell inkább a gördeszkázásból indultak ki, a Tatham fivérek a hódeszkázásra építettek. Az amerikaiak mountainboardnak nevezték el találmányukat, így márkájukat cégnevük alapján (Mountain Board Sports Ltd.) MBS-nek keresztelték. Az angolok pedig a noSno márkanevet adták deszkájuknak. Az előbb említett filozófiabeli különbség abban testesül meg, hogy míg az MBS a freestyle-ra koncentrált, a noSno inkább a freeride-ra. Előbbi deszkák a „levegőbe”, utóbbiak downhillre készülnek. Természetesen ma már mindkét cég készít különböző stílusú deszkákat, de alapvetően még mindig az eredeti irányvonalat követi e két legnagyobb gyártó.

## Felépítés

### A deszka
A mountainboardok nagyjából ugyanolyan anyagból készülnek, mint a hódeszkák (famag + üvegszál bevonat), emiatt rendkívül strapabíróak. Azt is hozzá kell tenni, hogy a technika itt is egyre fejlődik, így már nem ritka a szénszál alapanyag, de famagként akár bambuszt is alkalmaznak.

### Kötés
A kötések közül két félét különböztetünk meg, vannak az egyszerűbb tépőzáras kötések valamint léteznek a hódeszkához hasonló racsnis megoldások, így ebbe is mindenki a maga stílusának megfelelően rögzítheti lábait a deszkához.

## Stílusirányzatok

### Slopestyle
Annyit jelent, hogy a deszkás egy épített pályán halad végig, ahol ugratók, negyedcsövek, korlátok és mindenféle elem van, ami a szórakozáshoz szükséges, és amin valamiféle trükköt lehet bemutatni. Ez az egyik legnépszerűbb mountainboard stílus, gyakorlatilag bármilyen trükköt végre lehet hajtani, amit egy hódeszkával. A már ismert mozdulatokon kívül, manapság igen gyakoriak a one-foot vagy no-foot trükkök (egy pillanat erejéig egyik, vagy mindkét lábát kiveszi a deszkás a kötésből és eltartja magától a boardot).

### Big Air
Itt nem sok kisebb trükkről van szó, amit a bírák pontoznak, hanem egy hatalmas ugrásról. Ennél egy nagyobb ugratót építenek, és azon adnak be a riderek komolyabbnál komolyabb trükköket.

### Freeride/downhill
Ebben az esetben a száguldás és a sodrós kanyarok állnak a középpontban. Ez történhet természetes félig-meddig kiépített downhill pályán, de leginkább bárhol, legyen az erdő, háztetőről leugrás, sziklás hegyoldal, füves domboldal és társai. 

### Boardercross
A harmadik legnépszerűbb mountainboard stílus. Ekkor a riderek egy épített pályán száguldanak lefelé, mely tele van döntött kanyarokkal, kisebb ugratókkal, hullámokkal, letörésekkel. A lényeg, hogy a versenyző nem egyedül megy a pályán, hanem minimum ketten, de inkább 4-en indulnak egyszerre, és persze az győz, aki először ér célba. 

### Carving
Ezt a stílust leggyakrabban aszfaltos úton űzik. Nem más, mint hosszú lejtőn történő legurulás mélyen döntött íveket húzva (akár a hódeszkás alpin stílus). A carving eredete valószínűleg a longboardra vezethető vissza, mindenesetre nagy élmény, és abszolút átjön az igazi hódeszka-érzés. A legelvetemültebb carvingosok minta nélküli slick gumikat tesznek a deszkájukra, de találkozhatunk tömör műanyag kerekekkel is.

### Kite
Ebbe a kategóriába beletartozik a kite-ernyős vontatás és a kitewinges használat is. Egyre több kiteszörfös jön rá, hogy amíg hideg a víz és nincs hó, a mountainboard kiváló eszköz a gyakorlásra. Itt is megkülönböztetnek már kite-freeride-ot és kite-freestyle-t. Előbbi a normál vontatást takarja, utóbbi pedig a hatalmas ugrásokat és trükköket, melyet az ernyő emelőerejét kihasználva hajtanak végre.

### Street & Flatland
A mountainboardozás ezen ágát viszonylag kevesen űzik még. Ilyenkor a gördeszkázáshoz hasonlóan az utca adottságait használják ki a riderek. Padkák, korlátok, lépcsők, vízszintes talajon végrehajtott forgások, rollok, manuálok stb. 